# Distretto di Beiguan
Il distretto di Beiguan (北关区S, Běiguān QūP) è un distretto della Cina, situato nella provincia di Henan e amministrato dalla prefettura di Anyang.